# Soslan Ramonov
Soslan Lyudvikovich Ramonov (em russo:  Сослан Людвикович Рамонов; Tsequinváli, 1 de janeiro de 1991) é um lutador de estilo-livre russo, campeão olímpico.

## Carreira
Ramonov competiu na Rio 2016, na qual conquistou a medalha de ouro, na categoria até 65 kg.